# 小松島市立南小松島小学校
小松島市立南小松島小学校（こまつしましりつ みなみこまつしましょうがっこう）は、徳島県小松島市小松島町高須にある公立小学校。

## 沿革
- 1925年（大正14年）6月5日 - 小松島市立小松島小学校から分離し、開校。
- 1926年（大正15年）4月1日 - 小松島尋常小学校と改称。
- 1941年（昭和16年）4月1日 - 南小松島国民学校と改称。
- 1947年（昭和22年）4月1日 - 小松島町立南小松島小学校と改称。
- 1950年（昭和25年）3月26日 - 昭和天皇が行幸（昭和天皇の戦後巡幸）。校庭に勝浦郡奉迎場を設けて天皇を迎えた[1]。
- 1951年（昭和26年）6月5日 - 小松島市立南小松島小学校と改称。
- 1977年（昭和52年）4月8日 - 特殊学級開設。

## 出身者
- 中山俊雄（小松島市長）

## 通学区域が隣接している学校
- 小松島市立小松島小学校
- 小松島市立児安小学校
- 小松島市立芝田小学校
- 小松島市立立江小学校
- 小松島市立新開小学校

## 関連学校
- 小松島市立小松島中学校